# Cyttariales
Cyttariales es un orden de hongos Ascomicetes. Muchos de ellos causan serias enfermedades a las plantas.
- Datos: Q149759
- Multimedia: Cyttariales / Q149759